# بالکانتس
بالکانتس (به بلغاری: Balkanets) یک منطقهٔ مسکونی در بلغارستان است که در شهرستان ترویان واقع شده‌است.